# ポートロイヤルの戦い
ポートロイヤルの戦い（ポートロイヤルのたたかい、英:Battle of Port Royal）は、南北戦争でも初期の水陸協働作戦の一つであり、1861年11月7日に、北軍の海軍艦隊と陸軍遠征隊が、ジョージア州サバンナとサウスカロライナ州チャールストンの間にあるポートロイヤル・サウンドを占領した。このサウンドはその入り口両岸にある南側のヒルトンヘッド島のウォーカー砦と北側のフィリップ島のボーリガード砦という2つの砦で守られていた。南軍の砲艦4隻も砦を支援していたが、実質的に戦闘の行方に影響しなかった。
攻撃部隊は大西洋を下ってくる間の嵐でかなり損傷を受けた後に、11月3日からサウンドの外で集結した。嵐による損失のために陸軍は上陸できなかったので、戦闘は艦隊の大砲と陸の砦の大砲との間での戦いとなった。
北軍艦隊は天候のために攻撃開始が遅れて、11月7日に攻撃のために移動したが、その間に南軍のウォーカー砦には援軍が到着した。海軍将官サミュエル・デュポンはその艦船を楕円形の航路の上で動かしながら、ある区間ではウォーカー砦、またある区間ではボーリガード砦に砲撃させた。この戦術はその前8月にハッテラス入り江砲台の戦いで効果的に採用されたところだった。しかし、デュポンの作戦は間もなく崩れ、大半の艦船はウォーカー砦の弱点に付け込む形で縦射できる配置を採った。南軍の砲艦4隻は形だけ顔を出したが、交戦を挑まれたときは近くのクリークに逃げ込んだ。午後早い時間にウォーカー砦の大砲の大半は使えなくなり、砦の守備隊が後方に逃げ出した。北軍旗艦からの上陸隊が砦を占領した。
ウォーカー砦が陥落すると、対岸のボーリガード砦の指揮官は兵士達が直ぐに脱出路を抑えられるのを恐れ、砦を放棄するよう命令した。別の上陸部隊がボーリガード砦を占領し、翌日星条旗を掲げた。
投入された火力は大きかったが、両軍とも南北戦争のその後の標準的な戦闘に比べて人命損失は小さかった。北軍艦隊の戦死者はわずか8名、南軍の砦では11名のみであり、他に南軍の4名が不明となった。負傷者を合わせた全損失は100名に満たなかった。

## 準備

### 北軍戦略の展開
南北戦争初期、北軍の海軍は南部海岸の封鎖を行う責任があったが、その石炭焚き蒸気艦艇のために燃料補給を北部の港で行うのでは任務遂行が難しかった。封鎖の時の問題点は海軍長官ギデオン・ウェルズが指名した委員会で検討された。委員会の委員長はサミュエル・デュポン大佐だった。
委員会は7月13日付けの2回目の報告書でサウスカロライナ州海岸についてその見解を表明した。チャールストンの封鎖を効果的にするためには、近くの港を掴む必要があるとしていた。3つの目標点が提案された。チャールストン北側のブルズ湾、南はセントヘレナ・サウンドよポートロイヤル・サウンドだった。後の方の2つはサバンナの封鎖についても有効になるはずだった。委員会はポートロイヤルが最善の港と考えたが、そこは防御が固いと考えたので、占領を推薦することを躊躇った。

### 南部の準備
チャールストン港のサムター要塞砲撃で戦争が始まった直後に、南軍のP・G・T・ボーリガード准将は、ポートロイヤル・サウンドの両岸にある2つの砦が離れていてお互いを支えることができないために、ここを適切に守ることができるとは考えなかった。ボーリガードはサウスカロライナ州知事フランシス・ピケンズに押し切られる形で、サウンド入り口に2つの砦の図面を描き上げた。間もなくバージニア州の南軍で仕えるよう呼び出されたために、その計画を実行する任務をサウスカロライナ軍技師のフランシス・D・リー少佐に託した。戦前、リーは建築家であり、チャールストンで幾つかの教会を手掛けていた。
2つの砦建設工事は1861年7月に始まったが、緩りとしか進まなかった。建設に必要な労働力は地元のプランテーション所有者から奴隷を確保することになったが、奴隷所有者達はあまり気乗りではなかった。攻撃が始まったときに建設は完了していなかった.。ボーリガードの計画は、彼が望んだ重砲が得られなかったために修正された。大砲の火力が減じたことを補うために、ウォーカー砦の海側砲台の場合、10インチ (254 mm)コロンビヤード砲7門から小さな口径の大砲12門と10インチ1門に変更された。数が増えた分を利用できる空間に配置するために横移動部を排除する必要があった。よって、砲台は縦射に対して脆弱になった。海側砲台の13門の大砲に加えて、後方陸側からの攻撃を撃退するために7門、右翼に3門が据えられた。砦には他に2門の大砲があったが、据えられることは無かった。ボーリガード砦もほぼ同じくらいの装備だった。やはり海峡を向いて13門が据えられ、陸からの攻撃には6門が据えられた。守備隊の数も増やされた。8月半ばにチャールストンに近いワグナー砦の近辺にいた687名が移動した。11月6日に450名の歩兵と50名の砲兵が加えられ、同じ日にジョージア州から別に650名が到着した。この2つの砦は孤立した位置にあったので、ボーリガード砦の守備隊は容易に増やせなかった。フィリップス島の部隊は640名であり、そのうち149名は砦の中に、その他の歩兵は陸からの攻撃に備えた。輸送手段が無かったために、後から追加された守備隊は全てウォーカー砦に入ったままだった。
砦を建設している間に、ジョージア州は数隻のタグボートや港湾用の船舶を砲艦に転換することで原始的な海軍を形成した。公海上で北軍の海軍艦船と立ち合うことはできなかったが、その喫水が浅いことでサウスカロライナ州やジョージア州海岸の内陸水路に自由に入ることができた。その指揮官はジョサイア・タットノール海軍将官だった。ジョージア州海軍がアメリカ連合国海軍に転籍されてその一部となったとき、タットノールはサウスカロライナ州とジョージア州両方の海岸を守る責任を持たされた。ポートロイヤル・サウンド近くには4隻の砲艦を持っていた。1隻は沿岸航行船を転換したものであり、残り3隻はタグボートを転換したものだった。それぞれ2門の大砲を備えた。

## 対戦した戦力

### 北軍の陸軍と海軍
1861年の夏、アメリカ連合国の大西洋岸全体を封鎖する任務は海軍の大西洋封鎖戦隊に与えられた。その範囲が広すぎたために、9月半ばには2つに分けられた。ノースカロライナ州とサウスカロライナ州の州境から南の海岸線は南大西洋封鎖戦隊の責任範囲となった。新しい戦隊の指揮官がデュポンとなり、それ以後は海軍将官デュポンと呼ばれた。デュポンは攻撃準備を続けていたので即座に指揮を執らなかった。
海岸の施設を占領するには陸戦部隊が必要となるので、陸軍との協業が最初の要求事項だった。陸軍省は13,000名の部隊を出すことに同意し、これをトマス・W・シャーマン准将に指揮させた。シャーマン軍は3個旅団に編成され、エグバート・L・ビール、アイザック・スティーブンスおよびホレイショ・ライト各准将が旅団を指揮した。その後本格的な作戦は、デュポン、シャーマン、ライトおよび主計総監のモンゴメリー・メグズ准将の間で練られた。

### 南軍
この戦闘に先立つ数ヶ月間、サウスカロライナ州の陸軍は何度か指揮官が替わった。1861年5月27日、ボーリガード准将がバージニア州の南軍に仕えるよう呼び出されて去った。州志願兵隊の指揮はリチャード・H・アンダーソン大佐に移管された。アンダーソンが南軍ローズウェル・S・リプリー准将に置き換えられ、リプリーは8月21日にサウスカロライナ州方面軍指揮官となった。指揮官の最後の変更は、この戦い前夜にあたる11月5日のことであり、サウスカロライナ州、ジョージア州およびフロリダ州東部の海岸が1つの軍事部門となり、ロバート・E・リー将軍に任された（リー将軍は、ウォーカー砦とボーリガード砦の建設を任された技師であるフランシス・D・リー少佐と近い親戚ではない）。これら指揮官の交代はどれも重要なことではなく、全体の注意はポートロイヤル・サウンズ以外のより活動的な戦場に向けられていた。
砦に影響する指揮系統の最も重要な変更は、10月17日にトマス・F・ドレイトン准将がサウスカロライナ方面軍第3地区軍を任されたことであり、これは2つの砦がドレイトンの管轄に入ることを意味した。ドレイトンはチャールストンの著名な家庭の出であり、陸軍士官学校の卒業者でもあったが、11月7日の戦闘を通じてその指揮官のままだった。ドレイトンが戦闘に備えて砦の準備を急がせたかどうかは異論のあるところであり、事実彼はそうしなかった。

## 遠征
戦闘準備は1861年の夏と初秋を通じて進行したが、管理部門が提案したスケジュール通りには進まなかった。9月18日になっても、リンカーン大統領は10月1日という攻撃開始日を主張していた。デュポンは海軍省が適切な準備無しに急がせようとしていると感じた。デュポンの留保があったにも拘わらず、陸兵とその輸送船はメリーランド州アナポリスに、水兵と艦船はニューヨークに集結した。2つの部隊はハンプトン・ローズで落ち合った。悪天候のためにそこからの出発がさらに1週間遅れ、その間にデュポンとシャーマンは最終調整を行うことができた。解決しなければならない問題点の中でもまだ標的が決まっていなかった。この時点までブルズ湾とするかポートロイヤルを攻撃するかという決定が成されていなかった。デュポンはポートロイヤルが将来的な艦隊の需要に見合い、ブルズ湾はそうではないと確信できた後でやっと、遠征隊の攻撃目標をポートロイヤルに決定した。
10月28日、25隻の石炭と弾薬の運搬船がハンプトン・ローズを出航し、これを海軍のUSSバンダリアとUSSジェム・オブ・ザ・シーが護衛した。艦隊の残り、17隻の戦闘艦とあらゆる陸軍輸送船は翌日出航した。艦隊全体では77隻となり、アメリカの国旗の下に航海したものでは最大の艦船集積になった。ただしそれは長続きしなかった。デュポンは機密保持のために直接の参謀以外の誰にも目的地を告げていなかった。デュポンは封をされた封筒を艦長達それぞれに渡し、海上で開封するよう命令した。バンダリア艦長のフランシス・S・ハガティに与えた伝言が典型的なものであり、それには「サウスカロライナ州ポートロイヤルが貴方自身と護衛する艦船の目的港である」と書かれていた。
機密保持の努力にも拘わらず、目標以外この遠征についてほとんどあらゆることが世界中に知られていた。主力艦隊が出発する2日前に、「ニューヨーク・タイムズ」は第1面で「大海軍遠征」と題する記事を載せ、連隊レベルまでの全参加部隊が見えるようになっていた。この記事は11月1日のチャールストンの新聞で1語1句違わず掲載された。デュポンやその他の者は高官の反逆や漏洩を声高に文句を言ったが、この記事は事実単刀直入な報道の産物だった。記者は陸兵や水兵を渡り歩いて情報の大半を得ていた。メリーランド州やハンプトン・ローズの市民の忠誠心を分離したとしても、誰も人民の中からその人物を突き止めようとは考えなかった（おそらく実際のスパイも何人かはいた可能性がある。艦隊が出発するまで目的地は知らされないことになっていたが、アメリカ連合国陸軍長官代行のジュダ・ベンジャミンは、11月1日にサウスカロライナ州当局に宛てて「敵軍の遠征隊はポートロイヤルを目指している」と電報を打った）。
艦隊はハッテラス岬を過ぎるまでその隊形を保って海岸線を下った。しかし、11月1日にサウスカロライナ州水域に入ったときに、風が強風に変わり、その午後半ばにはデュポンが艦隊に隊形を無視してよいと命令した。艦船の大半は嵐を乗り切ることができたが、数隻はその任務を中断して修繕のために母港に戻らねばならず、また沈没した船もあった。砲艦USSアイザック・スミスは沈没しないためにその大砲の大半を投棄するしかなかった。3隻の食料と弾薬の輸送船ユニオン、ピアレスおよびオスケラは沈没するか海岸に吹き寄せられたが、人命の損失は無かった。300名の海兵を乗せていた輸送船ガバナーは水没した。乗船していた者の大半は救助されたが、7名は溺れるか救助中に他の原因で落命した。
散り散りになった艦船は11月3日にポートロイヤル・サウンド入り口に到着し始めたが、その後も4日間は色々な問題と戦うことになった。11月4日はサウンドの新しい海図を準備することで費やされた。文民船長チャールズ・ブーテルが指揮する海岸測量船ビクセンが砲艦USSオタワ、USSセネカ、USSペンビナおよびUSSペンギンに伴われ、港に入って、艦隊の全ての艦船が進行できるだけの水深があることを確認した。南軍の海軍将官ジョサイア・タットノールは、砲艦CSSサバンナ、CSSリゾリュート、CSSレディ・デイビスおよびCSSサンプソンからなるその小戦隊を動員してこの測量を妨害しようとしたが、北軍砲艦の火力の方が勝っており、撤退するしかなかった。
11月5日早朝、北軍砲艦USSオタワ、USSセネカ、USSペンビナ、USSカールー、USSアイザック・スミスおよびUSSポーニーが再度港内に侵入し、敵軍の火力を測るために砲撃させようとした。このときも南軍の戦隊が対抗するために出てきて、やはり撤退させられた。
北軍の砲艦が停泊地に戻り、戦闘艦の艦長達が集合して砦に対する攻撃作戦を立てた頃に、陸軍のシャーマン将軍がデュポンに、陸軍は作戦に参加できないと伝えた。嵐で陸軍の船舶を失ったために、上陸用のボートや必要とする弾薬も無くなったということだった。さらに、その輸送船は戦闘用の積荷を運べていなかった。シャーマンは、その少量の弾薬と重い火器を運んでおり、嵐で到着が遅れていた輸送船オーシャン・イクスプレスが到着するまで、その部隊に行動させようとはしなかった。オーシャン・イクスプレスは戦闘が終わるまで結局到着しなかった。
デュポンはこの時点で作戦を中止しようとは思わなかったので、ウォーカー砦にその火力を集中させることで、艦隊に攻撃を命じた。しかし、艦隊が動き始めると、喫水が22フィート (6.7 m) の旗艦USSウォバシュがフィッシングリップ・ショールで座礁した。ウォバシュが自由に動けるようになった時には、その日に攻撃を始めるには遅すぎた。
翌11月6日の天候は嵐模様であり、デュポンはさらに1日攻撃を延期した。この遅延の間に、デュポン艦隊の艦長で参謀長でもあるチャールズ・ヘンリー・デイビス海軍中佐が砦に艦砲射撃を加える間に艦船を動かし続けるアイディアを得た。この戦術は8月のハッテラス入り江砲台の戦いで成功したものだった。デイビスは海軍将官にこれを提案しその同意を得た。この作戦はデュポンが艦隊に水路中央で港に入ることを要求することで完成された。そのようにすれば、艦隊は両方の砦と交戦することができた。砦の下を過ぎた後で最重量の艦船が隊列を組んだまま左旋回し、ウォーカー砦に対する攻撃に戻る。再度砦の下を過ぎれば、また旋回し、問題が解決するまでその操船を繰り返す、というものだった。艦隊主力がこのように交戦している間、軽量の砲艦のうち5隻は側面攻撃隊列を形成し、港湾出口に進んでタットノールの戦隊から艦隊の残り艦船を遮蔽することになった。

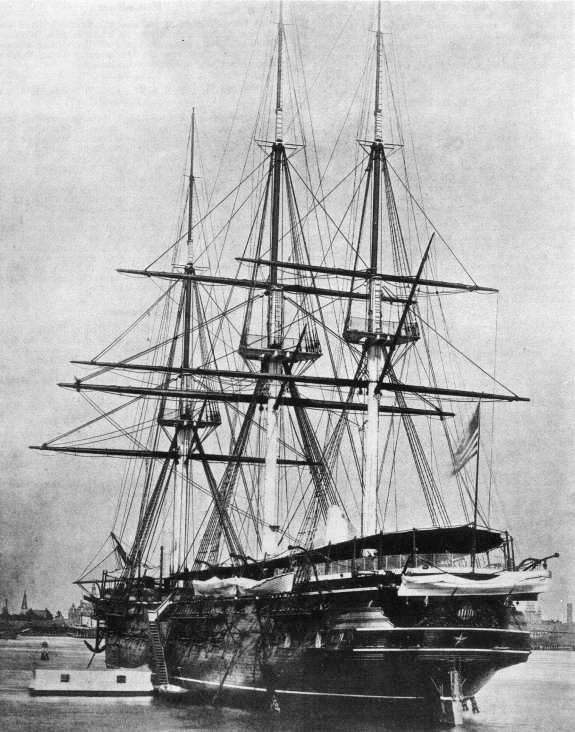
旗艦USSウォバシュ
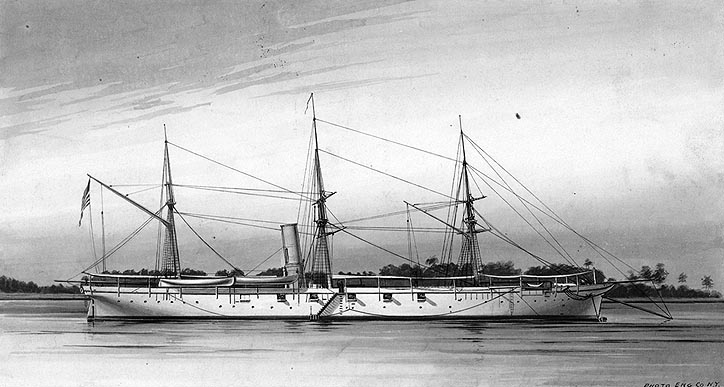
USSポーニー
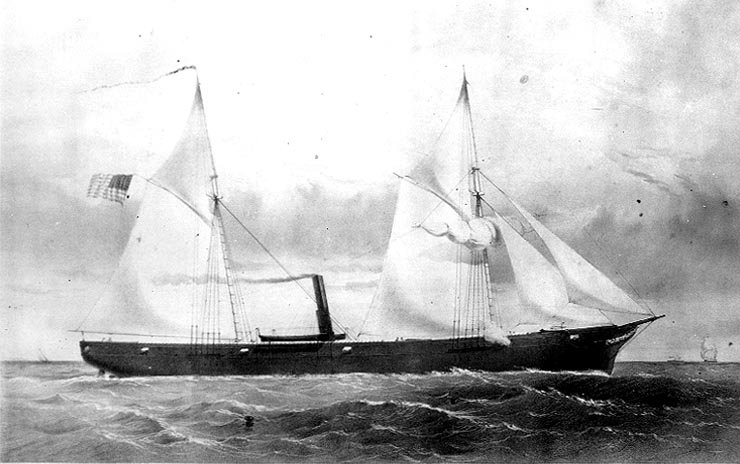
USSウナディラ
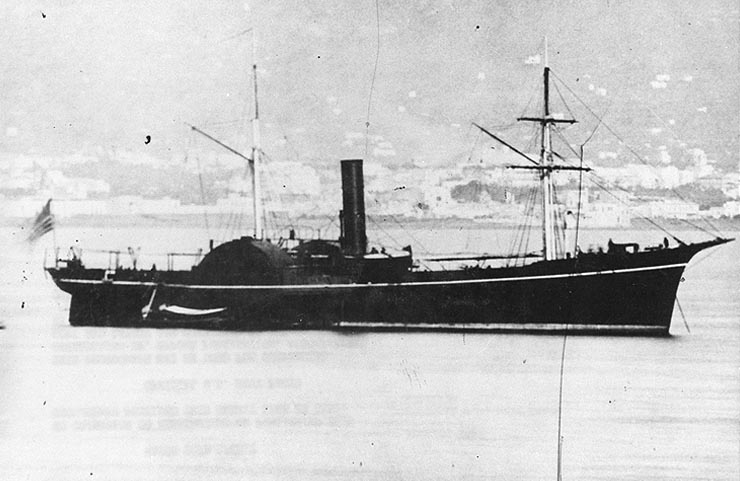
砲艦USSオーガスタ

## 戦闘
11月7日、天候は収まり、それ以上遅らせる理由は無くなった。艦隊は2列になって攻撃のために動いた。主力は9隻の大砲を搭載した艦船と1隻の大砲無しの船で構成された。先頭から旗艦のUSSウォバシュ、USSサスケハナ、USSモヒカン、USSセミノール、USSポーニー、USSウナディラ、USSオタワ、USSペンビナ、USSアイザック・スミスおよびUSSバンダリアだった。アイザック・スミスは嵐のときに大砲を投棄していたが、帆船のバンダリアを曳航することで貢献した。5隻の砲艦隊が側面攻撃隊列を形成した。すなわち、USSビーンビル、USSセネカ、USSペンギン、USSカールーおよびUSSオーガスタだった。他に3隻の砲艦USSR.B.フォーブス、USSマーキュリーおよびUSSペンギンは後方に留まり、輸送船を守った。
戦闘は午前9時26分、ウォーカー砦の大砲1門が接近する艦隊に発砲した時に始まった（この最初の砲弾はかなり手前に落ちて爆発し被害を与えなかった）。さらに他の大砲からの砲撃が続き、艦隊は両方の砦に発砲することで返礼し、戦闘は全面的になった。艦隊からの砲弾が砦に降り注いだが、その多くは頭上を飛び越して向こう側に着弾した。北軍の艦船が動き続けるために砦の大砲は照準が定められず、その大半は当たらなかった。全体的に砦の大砲の狙いは高過ぎ、艦船のマストや上部構造物に照準を合わせた砲弾を送った。北軍艦隊は最初の1周をデュポンの命令通りに回ったが、その後で作戦は崩れた。最初に崩したのは主力戦列の3番艦、シルバナス・W・ゴードン海軍中佐のUSSモヒカンだった。ゴードンは敵からの反撃を受ける恐れのない場所から海側砲台を縦射できることが分かり、戦列から出た。モヒカンに続いていた艦船は混乱したが、同じように戦列を離れた。USSウォバシュとUSSサスケハナだけが、戦列を組み続けた。この2隻は2回目、さらに3回目の旋回を行い、その後どういうわけか、砲艦ビーンビルが加わった。
砲撃が正午少し過ぎまでこのまま進行した頃に、嵐で遅れていたUSSポカホンタスが現れた。その艦長パーシバル・ドレイトン海軍中佐は艦をウォーカー砦を縦射できる場所に進ませ戦闘に加わった。ドレイトン海軍中佐は、岸で砦の部隊を指揮している南軍の将軍トマス・F・ドレイトンの兄弟だった。
岸のウォーカー砦は戦列を離れた艦船からの攻撃でその損傷の大半を蒙っていた。海側砲台に残された3門の大砲を疲れてきた砲手達が操作し、その他の大砲は使えなくなっていた。12時半頃、ドレイトン将軍は砦内の兵士を入れ替える予備隊を集めるために砦を離れた。出て行くときにウィリアム・C・ヘイワード大佐に指揮権を渡し、できるだけ長く持ち堪えるよう指示した。ドレイトンが14時に戻ってくると、砦の守備隊は砦を離れようとしていた。守備隊は大砲の弾薬が尽きようとしており、それ故に砦を放棄しようとしていると説明した。
砦から兵士達が離れたことは艦隊の水兵達も気付き、間もなく信号が送られて砲撃が止んだ。ジョン・ロジャース海軍中佐が指揮するボート乗組員が休戦の旗を持って岸に上がり、砦が放棄されていることを見付けた。ロジャースは北軍旗を揚げた。砦を離れたばかりの敵軍を追撃する試みはなく、生き残った南軍部隊は本土に逃亡することができた。
ボーリガード砦はウォーカー砦ほど厳しい損傷を受けていなかったが、R・G・M・ダノバン大佐は敵が容易に自隊唯一の退却路を遮断できると心配していた。ウォーカー砦の砲撃が止んで、艦隊から歓声が聞こえてきたとき、自隊が危険な状態にあることを認識した。ドノバンはそのまま罠に掛かるよりもフィリップ島の守備隊がその場を放棄することを命じた。倉庫などを破壊すればそれが艦隊の注意を引くであろうから、それもしなかった。その脱出は気付かれず、砲艦セネカが探りを入れる攻撃をしたときに反撃がなかったので、砦が無人であることが分かった。そのときはかなり遅い時間だったので、ボーリガード砦に北軍旗を掲げたのは翌朝になってからだった。

## 戦闘の後
戦闘が終わり、人的損失の調査が行われた。両軍共に大量の砲弾を消費したにも拘わらず、損失はかなり軽かった。砦の内では11名が戦死し、47名が負傷、4名が不明となった。北軍の艦隊では8名が戦死、23名が負傷した。この数字には輸送船ガバナーの沈没で失われた者を含んでいない。
両砦の占領直後に、北軍はボーフォートの町を占領し、続いて北に動いてセントヘレナ・サウンドを確保することでその勝利を確固たるものにした。北方への拡大は川を遡ってチャールストンの南側まで続いたが、そこで止まった。チャールストンの包囲は南北戦争の最終盤まで続いたが、ポートロイヤル・サウンドから始まったと言うこともできる。
ロバート・E・リー将軍はこの戦闘に影響を与えるには遅すぎた指揮官就任であり、北軍の砲艦とは争わないことに決めた。海岸から部隊を引き上げさせ、内陸の重要な地点のみを守らせた。サバンナとチャールストンを繋ぐ重要な鉄道を遮断しようという北軍の試みを妨害することができた。リーの戦略は彼がリッチモンドに呼び戻され北バージニア軍の指揮を執って名声を勝ち得た後でも、維持されていた。
海軍将官デュポンはこの戦闘での勝利に対する貢献で広く称賛された。1862年7月にアメリカ海軍に海軍少将の階級が創設されたとき、デヴィッド・ファラガットに続いて2人目の少将に昇進した者となった。デュポンは南大西洋封鎖戦隊に指揮を取り続け、チャールストン、サバンナおよびフロリダ州フェルナンディナを含み、海岸に対する海軍の作戦を指揮した。この目的に添って、ポートロイヤル・サウンドで艦隊を維持するために石炭や物資の供給および修繕施設など広範な工事を始めた。しかし、デュポンはあまりに慎重すぎるところがあり、1863年4月7日のチャールストン攻撃の失敗で、その評判は長続きしなかった。この後間もなく退役した。
シャーマン准将は戦争中に様々な任務をこなし続けたが、特に功績は残さなかった。その角の立つ性格故に一緒に働くことを難しくさせ、小さな任務に追い遣られた。ポートハドソンの包囲戦の時に右足を失った。
ドレイトン将軍も従軍を続けたが、さらに功績は無かった。野戦では無能であることが証明され、様々な管理的任務に就いた。